# Triplophyllum attenuatum
Triplophyllum attenuatum är en ormbunkeart som först beskrevs av Pichi-serm., och fick sitt nu gällande namn av Pichi-serm. Triplophyllum attenuatum ingår i släktet Triplophyllum och familjen Tectariaceae. Inga underarter finns listade.